# Coupe du monde de marathon FINA de nage en eau libre 2017
Navigation
Édition 2016 Édition 2018
L'édition 2017 de la Coupe du monde de marathon FINA de nage en eau libre se dispute entre les mois de février et octobre.

## Étapes
L'édition 2017 est composée de 7 étapes de 10 kilomètres chacune :
| Date       | Lieu         |
| ---------- | ------------ |
| 4 février  | Viedma       |
| 11 mars    | Abou Dabi    |
| 24 juin    | Setúbal      |
| 27 juillet | Lac St-Jean  |
| 12 août    | Lac Mégantic |
| 15 octobre | Chun'an      |
| 21 octobre | Hong Kong    |

## Attribution des points
| Classement | 1  | 2  | 3  | 4  | 5  | 6  | 7 | 8 | 9 | 10 | + |
| ---------- | -- | -- | -- | -- | -- | -- | - | - | - | -- | - |
| Points     | 20 | 18 | 16 | 14 | 12 | 10 | 8 | 6 | 4 | 3  | 2 |

## Classement final
Pour être classés, les nageurs doivent avoir participé à au moins 70 % des courses.

### Hommes
| Place | Nom                 | Nationalité | Points |
| ----- | ------------------- | ----------- | ------ |
| 1     | Simone Ruffini      | Italie      | 85     |
| 2     | Allan Do Carmo      | Brésil      | 78     |
| 2     | Federico Vanelli    | Italie      | 78     |
| 4     | Kristóf Rasovszky   | Hongrie     | 68     |
| 5     | Rob Muffels         | Allemagne   | 58     |
| 5     | Ferry Weertman      | Pays-Bas    | 58     |
| 7     | Christian Reichert  | Allemagne   | 40     |
| 8     | David Aubry         | France      | 32     |
| 8     | Soeren Meissner     | Allemagne   | 32     |
| 10    | Fernando Ponte      | Brésil      | 30     |
| 10    | Andreas Waschburger | Allemagne   | 30     |
| 12    | Marcel Schouten     | Pays-Bas    | 25     |

### Femmes
| Place | Nom                   | Nationalité | Points |
| ----- | --------------------- | ----------- | ------ |
| 1     | Arianna Bridi         | Italie      | 124    |
| 2     | Ana Marcela Cunha     | Brésil      | 102    |
| 3     | Rachele Bruni         | Italie      | 98     |
| 4     | Viviane Jungblut      | Brésil      | 66     |
| 5     | Finnia Wunram         | Allemagne   | 58     |
| 6     | Samantha Arévalo      | Équateur    | 52     |
| 7     | Sarah Bosslet         | Allemagne   | 38     |
| 8     | Anna Olasz            | Hongrie     | 32     |
| 9     | Yukimi Moriyama       | Japon       | 23     |
| 10    | Leonie Antonia Beck   | Allemagne   | 22     |
| 11    | Poliana Okimoto       | Brésil      | 20     |
| 11    | Océane Cassignol      | France      | 20     |
| 11    | Aurélie Muller        | France      | 20     |
| 14    | Sharon van Rouwendaal | Pays-Bas    | 18     |

## Vainqueurs par épreuve
| Étapes       | Hommes            | Hommes             |                   | Femmes             | Femmes |
| Étapes       | Vainqueur         | Temps              | Vainqueur         | Temps              |        |
| Viedma       | Federico Vanelli  | 1 h 57 min 2 s 42  | Arianna Bridi     | 2 h 11 min 30 s 42 |        |
| Abou Dabi    | Jack Burnell      | 1 h 45 min 54 s 60 | Aurélie Muller    | 1 h 52 min 25 s 30 |        |
| Setúbal      | Kristóf Rasovszky | 1 h 29 min 50 s 97 | Rachele Bruni     | 1 h 37 min 36 s 28 |        |
| Lac St-Jean  | Simone Ruffini    | 1 h 56 min 11 s 10 | Arianna Bridi     | 2 h 3 min 15 s 50  |        |
| Lac Mégantic | Kristóf Rasovszky | 1 h 58 min 18 s 08 | Ana Marcela Cunha | 2 h 6 min 12 s 86  |        |
| Chun'an      | Kristóf Rasovszky | 1 h 31 min 52 s 40 | Ana Marcela Cunha | 1 h 37 min 29 s 20 |        |
| Hong Kong    | Rob Muffels       | 1 h 53 min 10 s 40 | Arianna Bridi     | 2 h 2 min 16 s 60  |        |